# Nave capitale în timpul celor două războaie mondiale
După epoca revoluției industriale, tehnologiile de construcție s-au dezvoltat din ce în ce mai repede. Treptat, tehnologia armurilor, artileriei, propulsiei și comunicațiilor au contribuit la construcția unor nave de război mult mai puternice decât predecesorii lor.

## Lansarea lui Dreadnought

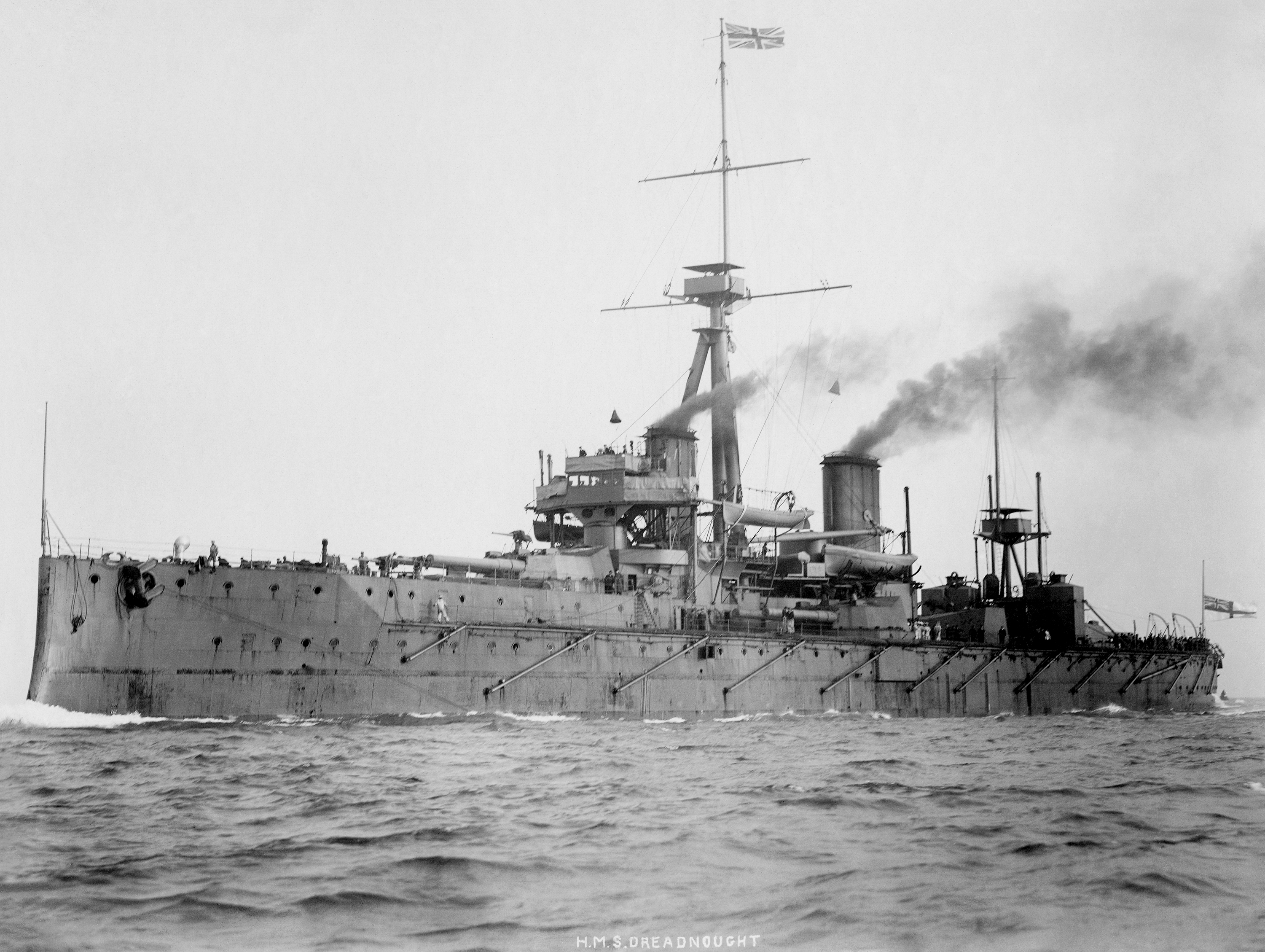
HMS Dreadnought în 1910

Primul pas în noua eră a navelor grele a fost făcut de Marea Britanie, care a lansat la apa în 1906 nava Dreadnought ("Cel care aduce groaza").
Dreadnought combina o serie de tehnologii ultra-moderne pentru acea perioadă, fapt ce a determinat ca toate navele construite înainte de 1906 să devină brusc învechite.

Nava britanică deplasa 21.000 tone la încărcătură maximă și era înarmată cu 10 tunuri de 305 mm, în vreme ce blindajul, de un nou tip, varia în grosime de la 102 la 279 mm. Viteza maximă era de 21 de noduri (39 km/h)
Noua categorie de nave astfel creată a fost denumită "cuirasat".
Marile puteri - Germania, Franța, Japonia, SUA - au început toate să construiască nave mai noi, mai mari și mai bine înarmate decât nava britanică. 

S-a lansat astfel o cursă a înarmărilor care a fost accelerată de Primul Război Mondial, încetinită mai apoi de Marea Criză din 1929-1933, și, din nou, accelerată de anii premergători celui de-Al Doilea Război Mondial

Cursa înarmărilor s-a diferențiat pe trei axe de evoluție, fiecare dintre ele având drept rezultat un anumit tip de navă capitală:

Axa 1 - nave foarte bine blindate, foarte bine înarmate, relativ lente, numite cuirasate
Axa 2 - nave blindate doar parțial, foarte bine înarmate, foarte rapide, numite crucișătoare de bătălie
Axa 3 - nave fără blindaj, dotate cu pistă aeriană și purtătoare de bombardiere, numite portavioane

## Cuirasatele

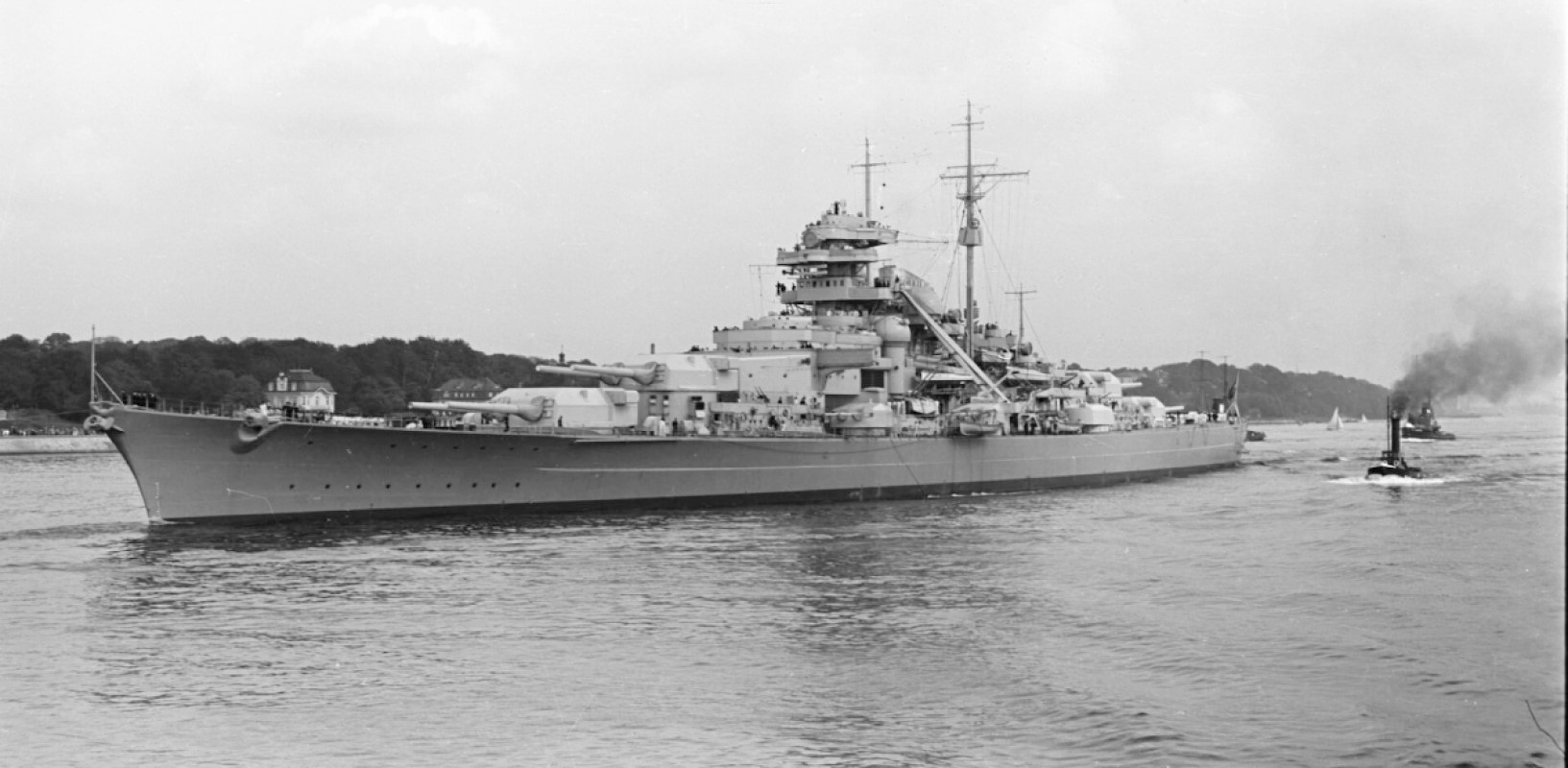
KGM Bismarck in 1941

Descendente direct din Dreadnought, cuirasatele erau gândite să poată distruge într-o bătălie cu tunurile orice navă inamică. Deși între 1910-1925 cuirasatele erau nave lente (cu o viteză sub 24 de noduri), mai apoi evoluția tehnologiilor de propulsie a permis dezvoltarea de boilere și turbine capabile să propulseze marile bastimente la viteze de până la 35 de noduri. Cuirasatele capabile de viteze de peste 30 de noduri erau în general numite "cuirasate rapide". 
Exemple de cuirasate:
HMS Rodney, 33.000tone nominal, construit între 1923-1927, înarmat cu 9 tunuri de 406mm, armură maxima 350mm, viteză maximă 23 noduri

KGM Bismarck, 41700tone nominal, construit între 1936-1941, înarmat cu 8 tunuri de 380mm, armură maximă compozită 540mm, viteză maximă 30 noduri

IJN Yamato, 65.000 tone nominal, construit între 1937-1942, înarmat cu 9 tunuri de 460mm, armură maximă 520mm, viteză maximă 27 noduri

## Crucișătoarele de bătălie

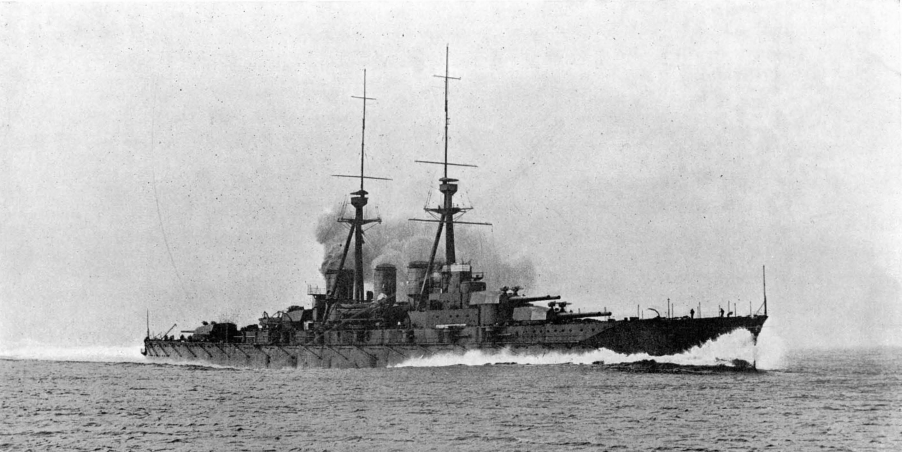
IJN Kongo in 1916

Acestea erau nave grele care sacrificau armura grea în favoarea vitezei foarte mari. Conceptul a apărut în perioada 1910-1915, dar a devenit treptat învechit, deoarece noile cuirasate erau de asemenea capabile de viteze foarte mari.

Exemple de crucișătoare de bătălie:

HMS Hood, 42.000 tone nominal, construit între 1917-1920, inarmat cu 8 tunuri de 381mm, armură maximă 305mm, viteză 32 de noduri

IJN Kongo, 30.000 tone nominal, construit între 1910-1915, 8 tunuri de 356mm, armură de până la 203mm, viteză 30.5 noduri

USS Alaska, 35.000 tone nominal, construit între 1941-1944, 9 tunuri de 305mm, armură de până la 300mm, viteză maximă 34 noduri

## Portavioanele

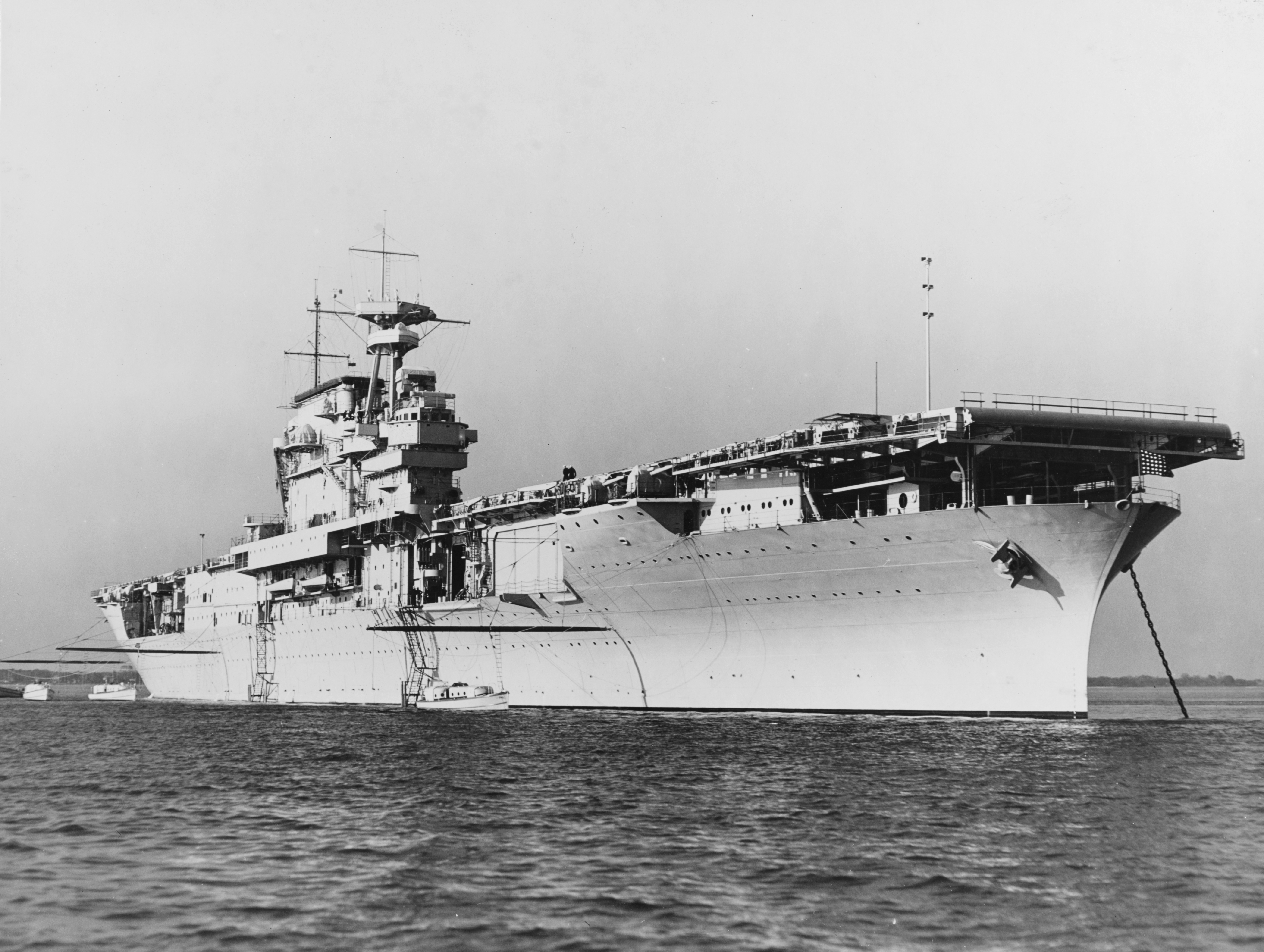
USS Yorktown

Dezvoltate pentru prima oară în Anglia, începând cu 1917, portavioanele au evoluat treptat în unități de luptă formidabile. În anii '30, portavioanele moderne atingeau 30 de noduri și puteau transporta 70-90 de avioane de luptă. În timp, portavionul s-a dovedit a fi un vector strategic mai puternic decât cuirasatul, sfârșitul celui de-al Doilea Război Mondial găsind portavioanele în fruntea listei de priorități a marilor puteri.

Exemple de portavioane:
HMS Hermes, lansat în 1917, 13.000 tone, 20 de avioane
IJN Kaga, lansat în 1929, 38.000 tone, 90 de avioane
USS Yorktown, lansat în 1937, 26.000 tone, 90 de avioane